# Heilig Hartbeeld (Dinther)
Het Heilig Hartbeeld is een standbeeld in de Nederlandse plaats Dinther.

## Achtergrond
Het Heilig Hartbeeld was een geschenk van een aantal parochianen ter herinnering aan het 25-jarig jubileum van pastoor Der Kinderen in 1927. Het beeld werd door de Belgische beeldhouwer Aloïs De Beule gemaakt naar een ontwerp van de Bossche kunstschilder Dorus Hermsen.

## Beschrijving
De zandstenen beeldengroep bestaat uit een Christusfiguur, die zegenend zijn handen houdt boven een boerengezin. Rechts van hem een geknielde vrouw met kind en links van hem een geknielde man met een handploeg. De vrouw dracht een poffer, de man houdt een muts in zijn rechterhand. Het beeld lijkt qua driehoekscompositie, zij het in spiegelbeeld, op het Heilig Hartbeeld dat De Beule in 1925 maakte voor 's-Hertogenbosch.
Op de voorzijde van de sokkel is een tekst aangebracht: 

Ter eere van de Koning der liefde werd A° D. 1927 ter herdenking van het 25 jarig herderschap van Pastoor der Kinderen dit monument opgericht door de dankbare parochianen

## Rijksmonument
Het beeldhouwwerk is erkend als rijksmonument, onder meer "vanwege de hoge kunsthistorische kwaliteit, de ongebruikelijke iconografie met boerenfamilie en vanwege de plaats die het inneemt binnen het oeuvre van de Bossche schilder D. Hermsen en de beeldhouwer A. de Beule."